# روكي كانساس
روكي كانساس (بالإنجليزية: Rocky Kansas)‏ مواليد 21 أبريل 1895 في إيطاليا - الوفاة 10 يناير 1954، كان ملاكم أمريكي سابق صنّف ضمن فئة وزن الوسط.

## إحصائيات
خاض خلال مسيرته 171 نزالا، فاز في 125 وتعادل في 13 وخسر في 27. فاز بالضربة القاضية في 39 نزالا.

## روابط خارجية
- روكي كانساس على موقع بوكس ريك (الإنجليزية) (registration required)